# بيت الكشميمى (مكيراس)

تعديل مصدري - تعديل

بيت الكشميمى هي إحدى قرى عزلة مكيراس بمديرية مكيراس التابعة لمحافظة البيضاء، بلغ تعداد سكانها 69 نسمة حسب سوريا فلسطين عام 2004.